# Han Kinezi
Kinezi - Kinezi ili Han, najveća su etnička zajednica na svijetu, oko 1,3 milijardi pripadnika. Nastanjeni su najviše u Kini, ali također imaju mnogo iseljenika u svijetu, osobito u Sjedinjenim Američkim Državama, nemali broj i u Africi, Aziji, Europi, te Sjevernoj i Južnoj Americi. Iseljavanja Kineza počinju 1276., to jest nakon mongolske invazije. Mnogi sele u predjele jugoistočne Azije, i naseljavaju urbana središta gdje se bave trgovinom. Ona ostaje glavna preokupacija njihovih iseljenika sve do današnjih dana. U mnogim zemljama Kinezi postaju biznismeni, neki su obični mali trgovci ali postaju i vlasnici velikih međunarodnih korporacija. Bogati ili siromašni Kinezi ostaju vjerni svojoj tradicionalnoj kulturi, pa im je riža i danas glavna hrana, a štapići za jelo i dalje su glavni pribor. Posebna se pažnja posvećuje običajima vjenčanja i braka.
Tijekom japanske okupacije Kine u Drugom svjetskom ratu, među iseljenim Han Kinezima počinje rasti nacionalistički pokret. Članovi pokreta počinju Kini pružati snažnu potporu. Kada su komunisti 1949. zavladali zemljom, Kinezi i dalje pružaju svesrdnu pomoć domovini, ne zato što vole komuniste i njihovu ideologiju, nego jer je domovina ujedinjena. 

## Obitelj
Kina ima 340 milijuna obitelji, s 3.63 osobe po domaćinstvu. Ona se sastoji od roditelja i djece i često je prisutno 3 ili više generacija. U prošlosti kineska obitelj živi pod apsolutnim autoritetom muške glave obitelji. Danas u najnovije doba kako je uvedeno 'planiranje obitelji', kod mnogih obitelji muž i žena počeli su zajednički voditi brigu o domaćinstvo, konzultirajući se s ostalim članovima obitelji. Kod njih je veoma važno reći da se s poštovanjem odnose prema starijim članovima zajednice, i da posvećuju mnogo ljubavi prema svojoj djeci. 

## Jezik i lokalne grupe
Jezici Kineza, koji se često ne mogu međusobno razumjeti, pripadaju velikoj porodici kinesko-tibetskih (sino-tibetskih) jezika. Najbrojnija etnička grupa Han Kinezi također govori nizom manje ili više razumljivih dijalekata. 
1. Dan Kinezi, poznati kao  'narod s brodova'  sebe zovu Soisangyan, govore jezikom yue, a žive uz južnu obalu Kine u Guangdongu, Guangxiju, na otoku Hainan, Makau i mnogi na brodovima u Hong Kongu. Ima ih oko 4.500.000. Oni nisu pravi Han Kinezi, nego manjina koja se vodi kao dio nacionalnosti Han.
2. Gan Kinezi (koji također pripadaju pravim Han Kinezima) broje 38.087.000 ljudi, žive u Kini u provincijama Jiangxi i Hubei, te dijelovima provincija Anhui, Hunan i Fujian, a glavnina je koncentrirana uz rijeku Fuhe. Govore jezikom gan koji ima nekoliko dijalekata. Zovu se chang-jing, yi-liu, ji-cha, fu-guang, ying-yi.
3. Hainanski Kinezi žive u 5 država (najviše u Kini), na otoku Hainan, obali nasuprot Hainana i obali sjeveroistočno od Hongkonga. Ima ih 5.964.000. Ostali žive u Kambodži (14.000), Maleziji (104.000), Singapuru (170.000) i Tajlandu (6.500). Govore dijalektom jezika min nan koji ima 25.725.000 govornika u Kini (1984).
4. Hui'an Kinezi, (160.000) žive u Kini u blizini grada Chongwu u okrugu Hui'an i na kopnu uz Tajvanski prolaz. Govore jezikom min dong i pripadaju nacionalnosti Han. Njihova kultura je jedinstvena u Kini (motiv leptira, tetoviranja i oblaganje zubiju u zlato), baštinjeni su od starog plemena Yue.
5. Huizhou Kinezi iz Kine (4.537.000) govore huizhou jezikom a naseljeni su na jugu provincije Anhui na obalama rijeke Xi'nan i na sjeveru provincije Jiangxi. Huizhou vuku porijeklo od Zhou naroda. Na glasu su kao trgovci, a za njih ostali Kinezi kažu da  'nema tako malene tržnice gdje nema naroda Huizhou' .
6. Jin Kinezi (57.465.000), svi iz Kine u provincijama Shanxi (glavnina), a ostali u Shaanxiu i Henanu, govore jinyu jezik. Njihovi preci iz dinastije Qin (221. – 207. g. pr. n.e.) osnivaju prvo Kinesko Carstvo kojim vlada Qin Shihuang (Qin Shi Huang). Po imenu Qin i je Kina možda dobila ime.
7. Kantonski Kinezi (Nung), veoma brojna grupa Han Kineza nastanjenih poglavito u provincijama Guangdong i Guangxi koji govore jezikom yue, ima više dijalekata. Rašireni su u 37 država s ukupno 73.172.000 ljudi. Najviše ih je izvan Kine u Maleziji, gdje ih živi 1.356.000.
8. Mandarinski Kinezi (najveća Han grupa), Han Kinezi u najužem smislu. Naziv Mandarin dolazi preko portugalskog čiji je korijen u sanskrtskom. Portugalci ovu riječ koriste da označe i narod (kineski narod; vidi više) i jezik kojim oni govore (mandarinski). 786.076.000 pripadnika u svijetu (u Kini 769.330.000). Žive u 84 države.
9. Min Bei Kinezi ili Sjeverni Min (3.136.000 ), žive u 5 država, najviše u Kini (2.706.000), najviše u sjevernom Fujianu, ostali u Brunej, Maleziji, Singapur i Tajland. Dio su nacionalnosti Han.
10. Min Dong Kinezi, ili Istočni Min. Naseljeni poglavito u Fujianu
11. Min Nan Kinezi (39.670.000), ili Južni Min, uglavnom u Kini (32.601.000) u južnom Fujianu, govore min nan. Granica govornog područja naroda Min Nan i Min Bei vidljiva je upravo na mjestu gdje je u 10. stoljeću došlo do cijepanja sjevernog dijela kraljevstva Min od kraljevstva Yin u Fujianu. Žive ukupno u 13 država, izvan Kine najviše u Maleziji (2.021.000). Također u Singapuru, Tajlandu, Filipinima, Sjedinjenim Američkim Državama i drugdje.
12. Min Zhong Kinezi ili Središnji Min, (683.000 govornika 1987.), govore min zhong, žive u središnjem Fujianu u Kini. Dio su nacionalnosti Han.
13. Puxian Kinezi u provinciji Fujian, Kina (2.706.000) i nešto u Maleziji i Singapuru. Naziv dolazi po okruzima Putian i Xianyou
14. Shaojiang Kinezi, oko 920.000, naseljenih na relativno malenom području u okruzima Shaowu, Guangze, Jiangle i Shunchang zapadno od rijeke Futunxi u Fujianu. Dio nacionalnosti Han.
15. Shaozhou Kinezi, (961.000) govore min nan a rasprostranjeni su na sjeveru provincije Guangdong i susjednim područjima Hunana i Jiangxia.
16. Waxiang Kinezi (328.000) govore Waxianghua i predstavljaju mješavinu naroda Mjao i Kineza, koja živi na zapadu Hunana u planinama Wuling uključujući Yuanling, Chunxi, Jishou, Guzhang i Dayong. Susjedni Hani, Mjao i Tujia ne mogu ih razumjeti i jezik im je neklasificiran odnosno nesrodan svim živim jezicima. Politički se vode se kao dio nacionalnosti Han.
17. Wu Kinezi čine dio naciionalnosti Han, oko  (84.202.000) s glavnim središtem u gradu Šangaju, otok Chongming, no živi na dalekom širem području Kine u provincijama Zhejiang i Jiangsu, na nekih 137.500 četvornih kilometara, te u još sedam država.
18. Xiang Kinezi ili Hunanski Kinezi, u provinciji Hunan, (35.615.000) u Kini, govore xiang koji ima 3 dijalekta changyi, luoshao i jishu. Na njihovom području nalazi se Changsha. Dio su nacionalnosti Han. Živi ih znatan broj i u Maleziji, UK i SAD.
19. Xunpu Kinezi govore min nan, dio su nacionalnosti Han, a sebe smatraju posebnim narodom. Malobrojni Xunpu, njih oko 1.000 živi u ribarskom selu Xunpu na obali Fujiana.

## Umjetnost
- Kristal. Porculan je kod Kineza u upotrijebi preko 4,000 godina. Izrađuje se od posebne bijele gline na temperaturi od 1280 C.

- Svila. Najpoznatiji je kineski proizvod. Po njoj je danas osobito poznata provincija Jiangsu i grad Suzhou, te dinastije Song, Ming i Qing.  Ovu elegantnu tkaninu izrađivale su neudane kćeri iz plemićkih obitelji.

- Lak. U Kini je umjetnost lakiranja poznata negdje od 200. prije Krista. Dobivaju ga od drveta 'lacquer tree' koje raste u južnoj Kini a visoko je oko 10 metara, nalik je na sok američkog javora.

- Žad. To je ekstremno tvrd kamen (6.5 to 7.0).  Oblik mu se daje urezivanjem konopcem i bambusom pomoću zrnaca pijeska. Za obradu jednog kamena potrebno nekoliko mjeseci. Umjetnost u žadu poznata je u Kini od nekih 3500 godina prije Krista. Najpoznatiji majstori u žadu su danas u Suzhou gdje se proizvodi najkvalitetniji žad na svijetu. Nefrit koji su Kinezi koristili došao je iz istočnog Turkistana.

- Bambus. Kina je domovina 1/3 svjetskog bambusa u svijetu, od nekih 1,300 poznatih vrsta. Već nakon četiri godine spreman je za upotrebu. Ima veoma široku primjenu, a koristi se i kao skela.

- Lončarstvo. Lončarstvo je poznato iz prastarih vremena. Blizu grada Yixing nalaze se nalazišta gline koji se crpe nekih 3,000 godina. Ova glina javlja se u pet raznih boja, crvenoj, žutoj, zelenoj, crnoj i purpurnoj i poznata je pod imenom zisha. Od nje su Kinezi izrađivali posude za pripremanje čaja.

## Arhitektura
Staru kinesku arhitekturu karakterizira superiorna arhitektonska tehnika i umjetnički dizajn koju je čini jedinstvenom. Najpoznatije građevinsko čudo, jedino za koje se prije smatralo da se može vidjeti s mjeseca, svakako je Veliki zid. 
U građevinarstvu se upotrebljava drveni kostur i bojeni dizajn. U feudalno doba boja je u arhitekturi bila točno ograničena na socijalni status. Žuta boja pripadala plemstvu, zelena ostalima. Vrlo česti zmaj ili feniks bojan je na zelenoj podlozi zlatnom bojom. 
Imperijalnu arhitekturu karakteriziraju mauzoleji i palače. Kod budističke nailazimo na hramove i pagode, te na razne strukture (na primjer oltari) u taoističkoj.
Kod Kineza stare Kine veoma je značajna vrtna arhitektura, kombinacija struktura i ručno urađenih slika, s prirodnim scenama. Slika,  arhitektura i okolina, zajedno s čovjekom u vrtnoj arhitekturi čine punu harmoniju. 
Carski vrtovi, vrlo često grandiozni, građeni su za kraljevsku obitelj od strane tisuća ljudi. Privatni vrtovi česti su u urbanim sredinama, oni su maleni, lijepog izgleda i mnogostruko funkcionalni. Najpoznatiji privatni vrtovi nalaze se u Suzhou, u provinciji Jiangsu. 
Postoje i manastirski vrtovi, po manastirima, prirodno lijepi, koji odišu svetom atmosferom i mirnoćom.

## Pismo
Ovaj stari kulturni narod u mnogočemu osebujan, ima i svoje posebno pismo (ideografsko ) kojim se služi preko milijardu ljudi. Već u periodu Qin (221-206 prije Krista) postojalo je 3,300 znakova. Ono se neprekidno razvija pa se već 100. godine nakon Krista u dinastiji Istočni Han razvilo se 9,535 znakova, slijedi: dinastija Liang (16,917), Sjeverni Song (26,149), Ming (32,200), Qing ((47,043), i danas preko 56,000 pisanih znakova. U modernoj Kini u upotrebi je tek nekoliko tisuća znakova. Nekih 40% od 56,000 znakova tek su varijante drugih. 
- Chinese letters
- Chinese letters 2

## Čaj kod Kineza
Čaj je najpoznatiji kineski napitak. Prema legendi (2700 prije Krista) kineski car je sjedio ispod drveta, kada mu je u šalicu vode koju je kuhao palo lišće (čaja). Kada je probao tu tekućinu iznenadio se koliko ga je revitalizirala. Ponovio je eksperiment, i otada je nastao običaj pijenja toga napitka u Kini.

## Vanjske poveznice
- Chinese People
- Foto galerija